# Petit train d'Artouste
Pour les articles homonymes, voir Le petit train et Artouste (homonymie).
Le petit train d'Artouste se situe dans la vallée d'Ossau, dans les Pyrénées-Atlantiques (France). Ce chemin de fer touristique et historique permet une visite dans la montagne à plus de 2 000 mètres d'altitude.
Il parcourt 10 kilomètres sur sa voie étroite.
Il offre des vues plongeantes sur la vallée du Soussouéou.
Le départ s'effectue en télécabine au niveau du lac de Fabrèges, à 1 240 m d'altitude, arrivée à la gare de la Sagette. L'altitude maximum de la ligne étant située à 1 940 m, elle est la deuxième ligne ferroviaire touristique la plus haute de France et la quinzième d'Europe. Il y a un tunnel de 315 mètres qui s'appelle « Tunnel de l'ours ». Le terminus est situé au lac d'Artouste.

Carte du chemin de fer de l'Artouste

## Histoire

### Train de chantier
Avant 1914, la Compagnie des chemins de fer du Midi conçoit un programme de construction d'usines hydroélectriques pour électrifier son réseau pyrénéen de voies ferrées. En 1920, sur le site de la vallée d'Ossau, pour faciliter les travaux de construction du barrage, la compagnie pose à Sagette un chemin de fer de chantier de 314 m en voie étroite de 500 mm, rails de 7,5 kg au mètre. Pendant huit années le train d'Artouste achemine hommes, matériel, combustible et matériaux, notamment les tonnes de ciment nécessaires. La voie est démontée à la fin des années 1920 lorsque les travaux sont achevés, mais l'entretien du site impose finalement la repose de la voie entre le sommet du téléphérique du pic de la Sagette et le pied du barrage d'Artouste. 

### CCM: ouverture aux touristes
En 1932, le Conseil Général du département souhaitant développer le tourisme, soumet à la Compagnie des chemins de fer du Midi (CCM) l'idée d'exploiter à des fins touristique le paysage de la haute vallée d'Ossau. La demande est transmise à la préfecture des Pyrénées-Atlantiques, qui donne l'autorisation d'ouvrir le domaine d'Artouste au public. Le train, composé de deux à trois voitures, simples plateaux avec sièges en bois, est tracté par l'un des trois locotracteurs Renault. Il circule uniquement les dimanches pendant l'été. La compagnie confie son exploitation à des cheminots à la retraite.

### SNCF de 1938 à 1981
En 1938, la SNCF reprend l'exploitation touristique lors de la nationalisation des chemins de fer. En 1957 le doublement de l'ancien téléphérique Bleichert à voie unique (démonté en 1995) par un modèle Applevage à double voie facilite l'accès au site, augmentant sa fréquentation. En 1963, les locotracteurs Renault d'origine sont remplacés par des engins Billard (six locotracteurs T60D) et Whitcomb (cinq locotracteurs de 45 CV). À la fin des années 1960, la création d'une station de ski sur les pentes du pic de la Sagette renforce l'attractivité du site. Aujourd'hui, le train est la propriété de la Société Hydro-Electrique du Midi (SHEM), gestionnaire du barrage d'Artouste. La SHEM a confié la gestion touristique du train à la régie municipale. 

## Commémorations
- En hommage au petit train d'Artouste, Laruns-Pyrénées-Atlantiques, La Poste française émet un timbre-poste le 12-07-1993 [4]

## Galerie de photographies

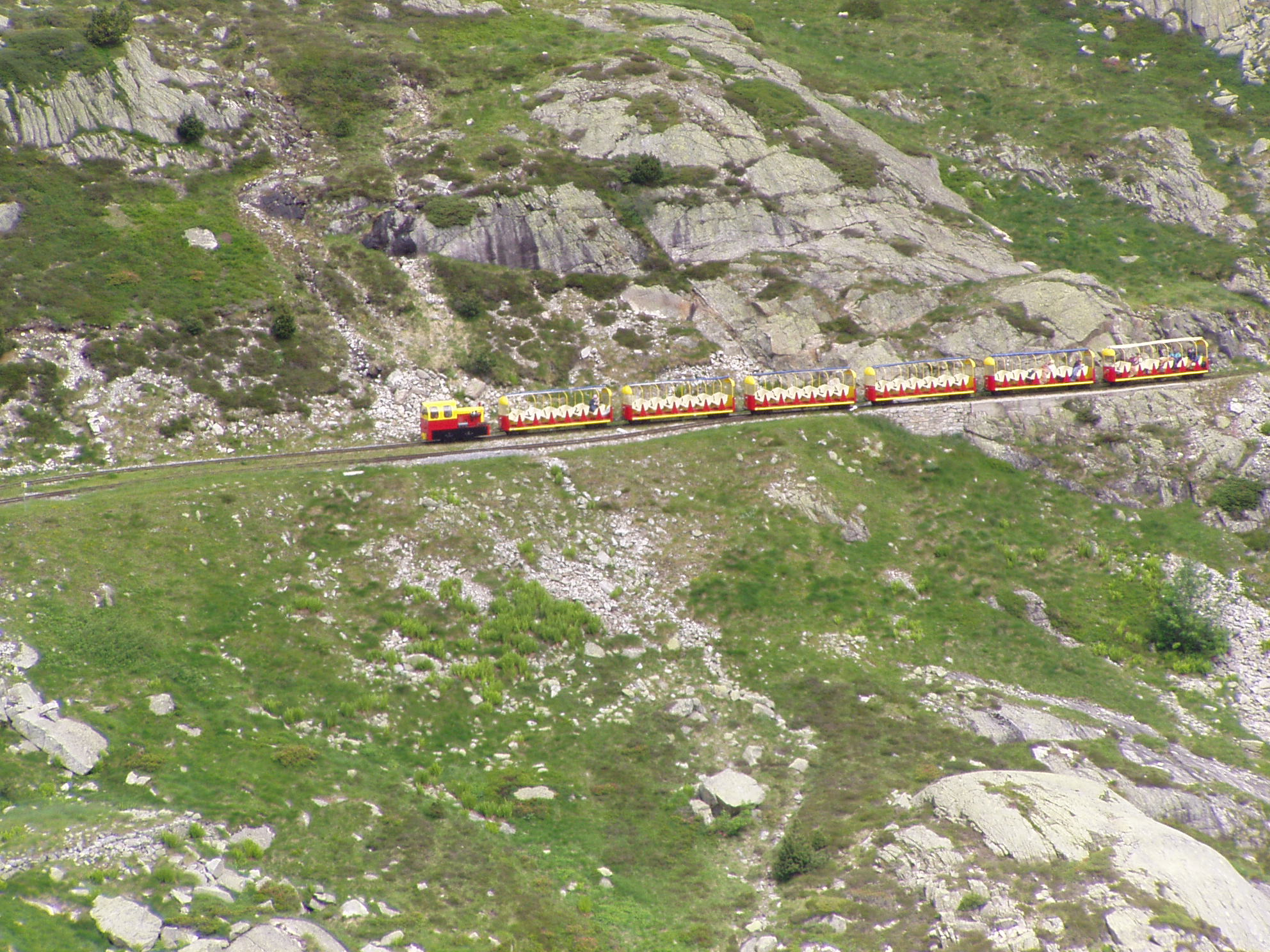
En approche du terminus
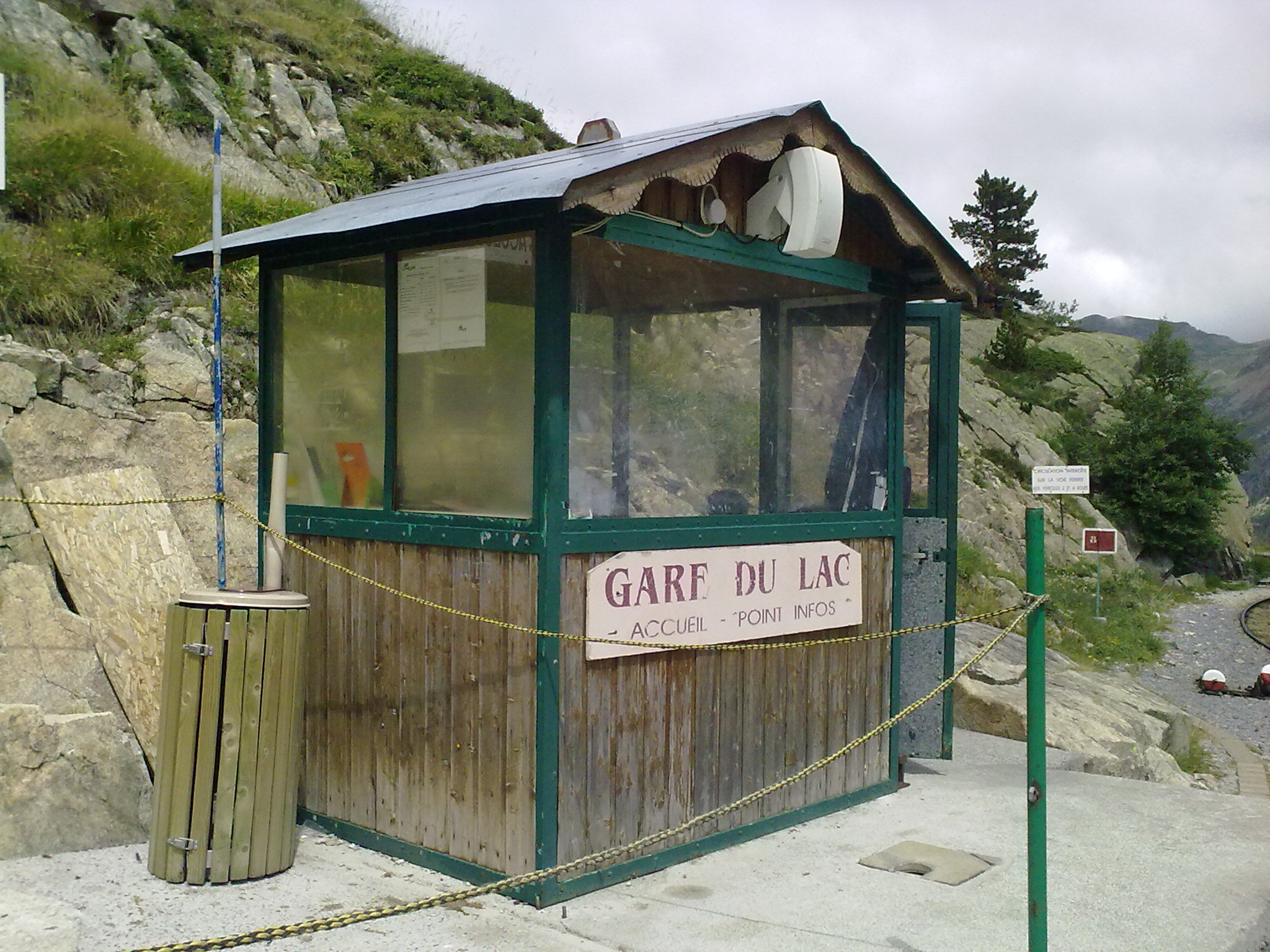
Gare à côté du lac
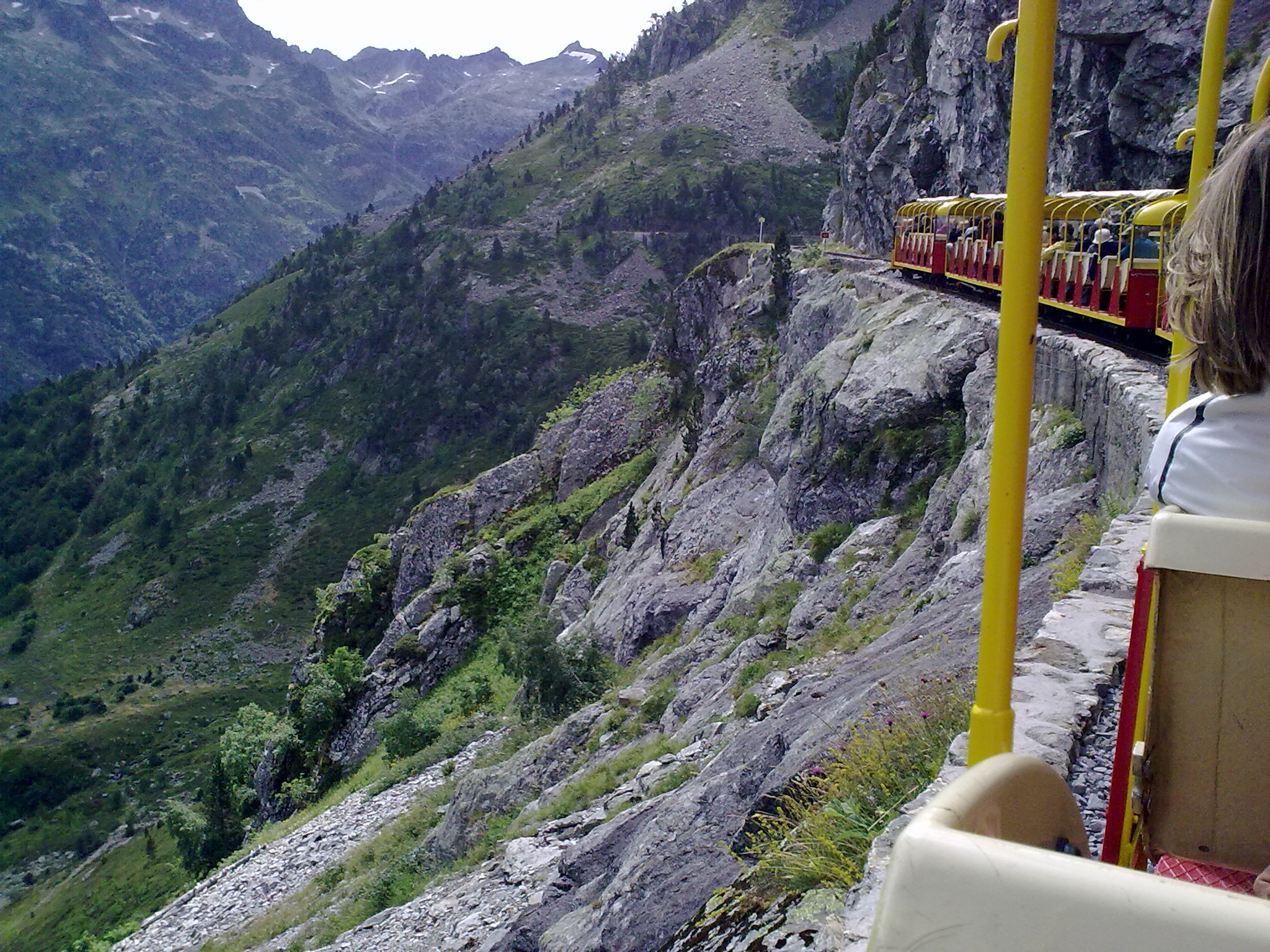
Vue du train
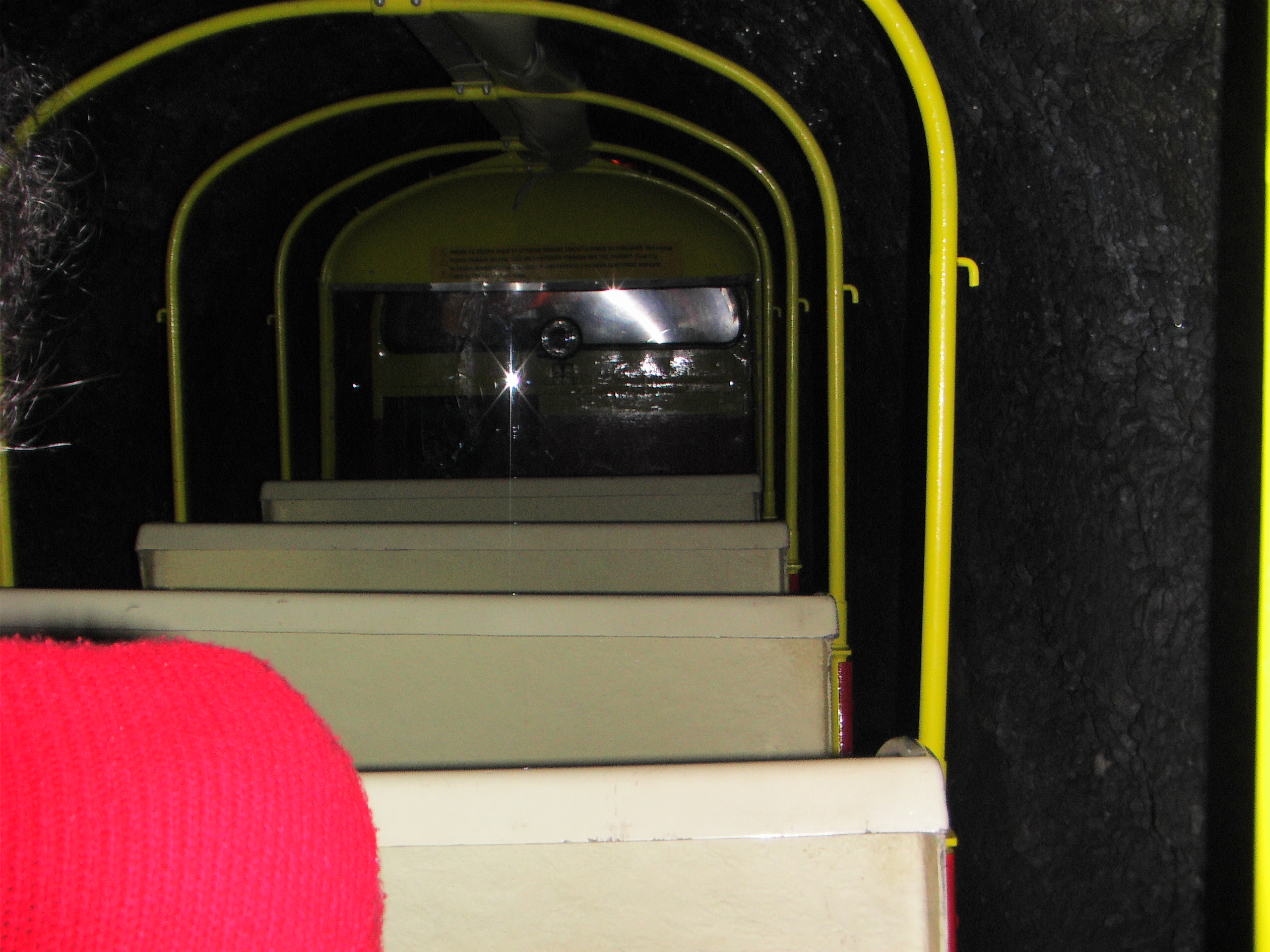
Dans le Tunnel de l'Ours